# FIBA Euroleague 1997-1998
La FIBA Euroleague 1997-1998 di pallacanestro maschile venne vinta dalla Virtus Bologna, che sconfisse in finale l'AEK Atene.

## Risultati

### Primo turno

#### Gruppo A
|    | Squadra          | G  | V | P | PF  | PS  | Diff |
| -- | ---------------- | -- | - | - | --- | --- | ---- |
| 1. | Olympiakos       | 10 | 7 | 3 | 722 | 702 | +20  |
| 2. | Efes Pilsen      | 10 | 6 | 4 | 718 | 674 | +44  |
| 3. | Maccabi Tel Aviv | 10 | 6 | 4 | 747 | 739 | +8   |
| 4. | CSKA Mosca       | 10 | 5 | 5 | 763 | 756 | +7   |
| 5. | Real Madrid      | 10 | 4 | 6 | 787 | 793 | -6   |
| 6. | Limoges          | 10 | 3 | 7 | 662 | 735 | -73  |

#### Gruppo B
|    | Squadra             | G  | V | P  | PF  | PS  | Diff |
| -- | ------------------- | -- | - | -- | --- | --- | ---- |
| 1. | Benetton Treviso    | 10 | 9 | 1  | 782 | 644 | +138 |
| 2. | Estudiantes Madrid  | 10 | 6 | 4  | 753 | 747 | +6   |
| 3. | PAOK Salonicco      | 10 | 6 | 4  | 729 | 672 | +57  |
| 4. | Türk Telekom Ankara | 10 | 5 | 5  | 711 | 716 | -5   |
| 5. | Spalato             | 10 | 4 | 6  | 747 | 768 | -21  |
| 6. | Porto               | 10 | 0 | 10 | 688 | 843 | -155 |

#### Gruppo C
|    | Squadra            | G  | V | P | PF  | PS  | Diff |
| -- | ------------------ | -- | - | - | --- | --- | ---- |
| 1. | Kinder Bologna     | 10 | 9 | 1 | 773 | 655 | +118 |
| 2. | Barcellona         | 10 | 7 | 3 | 828 | 793 | +35  |
| 3. | Pau-Orthez         | 10 | 5 | 5 | 739 | 739 | 0    |
| 4. | Partizan           | 10 | 4 | 6 | 793 | 807 | -14  |
| 5. | Ülkerspor          | 10 | 3 | 7 | 734 | 769 | -35  |
| 6. | Hapoel Gerusalemme | 10 | 2 | 8 | 680 | 773 | -93  |

#### Gruppo D
|    | Squadra             | G  | V | P | PF  | PS  | Diff |
| -- | ------------------- | -- | - | - | --- | --- | ---- |
| 1. | AEK Atene           | 10 | 6 | 4 | 683 | 653 | +30  |
| 2. | TeamSystem Bologna  | 10 | 6 | 4 | 753 | 788 | -35  |
| 3. | Cibona              | 10 | 5 | 5 | 741 | 732 | +9   |
| 4. | Alba Berlino        | 10 | 5 | 5 | 752 | 754 | -2   |
| 5. | Union Olimpija      | 10 | 4 | 6 | 701 | 716 | -15  |
| 6. | Paris Basket Racing | 10 | 4 | 6 | 668 | 655 | +13  |

### Secondo turno
Nel secondo turno, le squadre vengono redistribuite in nuovi gruppi ma mantengono i punti accumulati nella prima fase.

#### Gruppo E
|    | Squadra             | G  | V  | P  | PF   | PS   | Diff |
| -- | ------------------- | -- | -- | -- | ---- | ---- | ---- |
| 1. | Olympiakos          | 16 | 12 | 4  | 1176 | 1098 | +78  |
| 2. | Efes Pilsen         | 16 | 12 | 4  | 1232 | 1106 | +126 |
| 3. | Maccabi Tel Aviv    | 16 | 11 | 5  | 1236 | 1152 | +84  |
| 4. | Spalato             | 16 | 5  | 11 | 1185 | 1243 | -58  |
| 5. | Türk Telekom Ankara | 16 | 5  | 11 | 1131 | 1185 | -54  |
| 6. | Porto               | 16 | 0  | 16 | 1071 | 1356 | -285 |

#### Gruppo F
|    | Squadra            | G  | V  | P  | PF   | PS   | Diff |
| -- | ------------------ | -- | -- | -- | ---- | ---- | ---- |
| 1. | Benetton Treviso   | 16 | 12 | 4  | 1213 | 1100 | +113 |
| 2. | CSKA Mosca         | 16 | 9  | 7  | 1217 | 1159 | +58  |
| 3. | PAOK Salonicco     | 16 | 9  | 7  | 1119 | 1083 | +36  |
| 4. | Estudiantes Madrid | 16 | 8  | 8  | 1171 | 1191 | -20  |
| 5. | Real Madrid        | 16 | 7  | 9  | 1187 | 1165 | +22  |
| 6. | Limoges            | 16 | 6  | 10 | 1099 | 1199 | -100 |

#### Gruppo G
|    | Squadra             | G  | V  | P  | PF   | PS   | Diff |
| -- | ------------------- | -- | -- | -- | ---- | ---- | ---- |
| 1. | Kinder Bologna      | 16 | 13 | 3  | 1196 | 1058 | +138 |
| 2. | Alba Berlino        | 16 | 9  | 7  | 1203 | 1208 | -5   |
| 3. | Barcellona          | 16 | 9  | 7  | 1273 | 1255 | +18  |
| 4. | Union Olimpija      | 16 | 8  | 8  | 1144 | 1136 | +8   |
| 5. | Paris Basket Racing | 16 | 7  | 9  | 1062 | 1054 | +8   |
| 6. | Pau-Orthez          | 16 | 6  | 10 | 1144 | 1173 | -29  |

#### Gruppo H
|    | Squadra            | G  | V  | P  | PF   | PS   | Diff |
| -- | ------------------ | -- | -- | -- | ---- | ---- | ---- |
| 1. | AEK Atene          | 16 | 11 | 5  | 1123 | 1055 | +68  |
| 2. | TeamSystem Bologna | 16 | 10 | 6  | 1206 | 1232 | -26  |
| 3. | Cibona             | 16 | 10 | 6  | 1245 | 1204 | +41  |
| 4. | Partizan           | 16 | 6  | 10 | 1234 | 1261 | -27  |
| 5. | Ülkerspor          | 16 | 5  | 11 | 1201 | 1242 | -41  |
| 5. | Hapoel Gerusalemme | 16 | 2  | 14 | 1090 | 1243 | -153 |

### Ottavi di finale
| Squadra 1          | Totale | Squadra 2          | Gara 1 | Gara 2 | Gara 3 |
| ------------------ | ------ | ------------------ | ------ | ------ | ------ |
| CSKA Mosca         | 2–1    | Barcellona         | 81–79  | 63–75  | 88–76  |
| Olympiakos         | 0–2    | Partizan           | 74–78  | 60–72  | -      |
| TeamSystem Bologna | 2–1    | Maccabi Tel Aviv   | 96–93  | 72–88  | 68–65  |
| Kinder Bologna     | 2–0    | Estudiantes Madrid | 86–62  | 67–62  | -      |
| Efes Pilsen        | 2–0    | Cibona             | 75–59  | 102–98 | -      |
| Benetton Treviso   | 2–0    | Union Olimpija     | 81–79  | 70–61  | -      |
| Alba Berlino       | 2–1    | PAOK Salonicco     | 77–75  | 60–81  | 104-71 |
| AEK Atene          | 2–0    | Spalato            | 76–46  | 62–54  | -      |

### Quarti di finale
| Squadra 1        | Totale | Squadra 2          | Gara 1 | Gara 2 | Gara 3 |
| ---------------- | ------ | ------------------ | ------ | ------ | ------ |
| Partizan         | 2-1    | CSKA               | 87-72  | 52-77  | 89-77  |
| Benetton Treviso | 2-1    | Efes Pilsen        | 67-57  | 58-59  | 76-68  |
| AEK Atene        | 2-0    | Alba Berlino       | 88-68  | 82-58  | -      |
| Kinder Bologna   | 2-0    | TeamSystem Bologna | 64-52  | 58-56  | -      |

### Final four
|  | Semifinali     | Semifinali     | Semifinali |           |                | Finale          | Finale          | Finale          |  |
|  |                |                |            |           |                |                 |                 |                 |  |
|  | Partizan       | Partizan       | 61         |           |                |                 |                 |                 |  |
|  | Partizan       | Partizan       | 61         |           |                |                 |                 |                 |  |
|  | Virtus Bologna | Virtus Bologna | 83         |           |                |                 |                 |                 |  |
|  | Virtus Bologna | Virtus Bologna | 83         |           | Virtus Bologna | Virtus Bologna  | 58              |                 |  |
|  |                |                |            |           | Virtus Bologna | Virtus Bologna  | 58              |                 |  |
|  |                |                | AEK Atene  | AEK Atene | 44             |                 |                 |                 |  |
|  | Pall. Treviso  | Pall. Treviso  | AEK Atene  | AEK Atene | 44             | 66              |                 |                 |  |
|  | Pall. Treviso  | Pall. Treviso  |            |           |                | 66              |                 |                 |  |
|  | AEK Atene      | AEK Atene      | 69         |           |                | Finale 3º posto | Finale 3º posto | Finale 3º posto |  |
|  | AEK Atene      | AEK Atene      | 69         |           |                |                 |                 |                 |  |
|  |                |                |            |           |                |                 |                 |                 |  |
|  |                |                |            |           |                | Partizan        | Partizan        | 89              |  |
|  |                |                |            |           |                | Partizan        | Partizan        | 89              |  |
|  |                |                |            |           |                | Pall. Treviso   | Pall. Treviso   | 96              |  |

| Coppa dei Campioni 1997-1998 |
| ---------------------------- |
| Virtus Bologna 1º titolo     |

## Formazione vincitrice
| N° | Naz.                   | Ruolo | Sportivo            |  |     |  |
| -- | ---------------------- | ----- | ------------------- |  | --- |  |
| 5  | Jugoslavia (bandiera)  | GA    | Predrag Danilović   |  | 201 |  |
| 6  | Italia (bandiera)      | P     | Claudio Crippa      |  | 184 |  |
| 7  | Italia (bandiera)      | G     | Alessandro Abbio    |  | 193 |  |
| 8  | Slovenia (bandiera)    | C     | Radoslav Nesterovič |  | 213 |  |
| 9  | Italia (bandiera)      | P     | Enrico Ravaglia     |  | 193 |  |
| 10 | Argentina (bandiera)   | G     | Hugo Sconochini     |  | 194 |  |
| 11 | Italia (bandiera)      | C     | Augusto Binelli     |  | 215 |  |
| 12 | Jugoslavia (bandiera)  | AC    | Zoran Savić         |  | 206 |  |
| 13 | Italia (bandiera)      | AG    | Riccardo Morandotti |  | 200 |  |
| 14 | Francia (bandiera)     | P     | Antoine Rigaudeau   |  | 201 |  |
| 15 | Italia (bandiera)      | AC    | Alessandro Frosini  |  | 209 |  |
|    | Inghilterra (bandiera) | P     | Steve Hansell       |  | 196 |  |
|    | Italia (bandiera)      | G     | Matteo Panichi      |  | 205 |  |
|    | Italia (bandiera)      | All.  | Ettore Messina      |  |     |  |